# Fritz Sureth

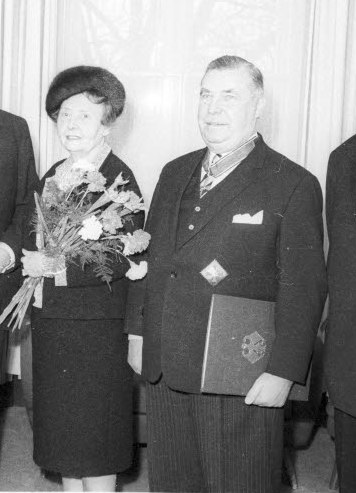
Fritz Sureth gemeinsam mit seiner Ehefrau bei der Verleihung des Verdienstkreuzes (1965)

Fritz Sureth (* 1. Dezember 1897 in Solingen; † 5. Januar 1978 in Kiel) war ein deutscher Kaufmann, Wirtschaftsexperte und Politiker.

## Leben
Sureth besuchte zunächst das Realgymnasium in Hamborn. Zwischen den beiden Weltkriegen war er nach kaufmännischer Lehre und vorbereitenden Assistenztätigkeiten in der Industrie als Fabrikdirektor, Bankenberater und selbständiger Kaufmann in Berlin tätig. Im Zweiten Weltkrieg war er als Korvettenkapitän MA der Reserve unter anderem als Kommandeur einer Marineartillerieeinheit an der Schwarzmeerküste eingesetzt. Nach dem Zweiten Weltkrieg wurde er zunächst Leiter des Bezirksamtes von Travemünde. Im Februar 1946 wurde er unter der britischen Militärregierung zum Leiter des Landwirtschaftsamtes von Schleswig-Holstein bestellt. In der Zeit von 1947 bis 1965 war er im Ministerium für Wirtschaft und Verkehr des Landes Schleswig-Holstein tätig und stieg dort ab 1952 unter dem Wirtschaftsminister Hermann Böhrnsen (CDU) als Amtsleiter vom Landesdirektor zum Staatssekretär auf. Er prägte die wirtschaftliche Entwicklung des Bundeslandes Schleswig-Holstein und strukturierte dessen Bankenwesen durch die neu gegründete Landesbank und Girozentrale Schleswig-Holstein im Zusammenwirken mit den anderen Förderbanken des Landes, wie der für den Wohnungsbau wichtigen Wirtschaftsaufbaukasse (WAK), heute Investitionsbank Schleswig-Holstein, oder der für die Werftindustrie des Landes so wichtigen Lübecker Schiffshypothekenbank.
Fritz Sureth vertrat das Land Schleswig-Holstein in seinen wichtigen Beteiligungs- und Einflussinteressen, so im Aufsichtsrat der Howaldtswerke als stellvertretender Vorsitzender (1959–1966) und als Vorstandsmitglied der Arbeitsgemeinschaft für zeitgemäßes Bauen e.V. (1948–1952 und 1954–1956). Der Vorsitzende des Verbandes Deutscher Reeder Prof. Rolf Stödter bemerkte zur Person Sureths:

„Eine Persönlichkeit besonderen Ausmaßes und einmaliger Ausstrahlung war schließlich Fritz Sureth aus Kiel, zunächst Landesdirektor, dann Staatssekretär in Schleswig-Holstein. Mit ungestümen Vorwärtsdrang, mit einer seltenen Einsatzbereitschaft und viel Augenmaß für das Machbare in der damaligen Lage hat er für die schleswig-holsteinischen Reeder (und damit für die Reederschaft schlechthin) und für die Werften seines Bereichs manches erreicht, was ein anderer schwerlich hätte durchsetzen können. Den Namen ‚Löwe von Kiel‘, den ich ihm nach einer turbulenten Sitzung in Bonn mal gegeben habe, hat er wirklich verdient.“

Fritz Sureth wurde 1966 nach Eintritt in den Ruhestand im November 1965 das Große Bundesverdienstkreuz mit Stern verliehen. Im Ruhestand wurde er 1966 von Ministerpräsident Franz Meyers zum Beauftragten für das Ruhrgebiet mit Sitz in Essen verpflichtet. Diese Verpflichtung wurde nach dem konstruktiven Misstrauensvotum gegen Meyers durch dessen Nachfolger Ministerpräsident Heinz Kühn 1967 gelöst.